# Tomás va a morir
Tomás Va a Morir es un podcast chileno creado y conducido por Edo Caroe, Alejandro Barros y Tomás Leiva. 
Lanzado el 6 de junio de 2019, el programa aborda temas de actualidad y experiencias personales de los participantes. La premisa del podcast se centra en la amistad y el apoyo mutuo, especialmente en relación con la salud de Tomás Leiva, quien había sufrido un infarto antes del lanzamiento del programa. Desde 2022 es producido por Estudios Neverland bajo la dirección de Jo Guzmán, quien asumió el cargo en 2022.[cita requerida]

## Historia

### Antecedentes y «Desde el Búnker» (2018-2019)
Caroe, Leiva y Barros se conocieron como compañeros de colegio en Santiago y desarrollaron una amistad con los años. En ello, Caroe alcanzó notoriedad nacional como comediante. Después de trabajar en la radio Los 40 Principales, donde conducía el programa "Pongámonos Serios" desde 2015, Edo Caroe dejó la radio en diciembre de 2018 para enfocarse en proyectos personales. Durante este tiempo, Caroe enfrentó una depresión y exploró nuevas oportunidades. Alejandro Barros residía en Valparaíso, donde se encontraba desempleado y viviendo en condiciones precarias, en una pensión de bajo estándar. Por su parte, Tomás Leiva regresó a Chile tras un intento fallido de establecerse en Estados Unidos. En ese momento, los tres integrantes del podcast atravesaban períodos difíciles en sus vidas personales.
A su regreso, Leiva sufrió un infarto, lo que llevó a sus amigos Caroe y Alejandro Barros a apoyarlo, inicialmente mediante una rutina de ejercicios, que finalmente fue abandonada. En este contexto, surgió la idea de crear un podcast. El proyecto inicial, titulado «Desde el Búnker», se concebía como un radioteatro ambientado en un futuro postapocalíptico, con Edo y Tomás como los últimos sobrevivientes de un ataque zombi, mientras que Alejandro Barros actuaba como "el Archivista Barros" que recolectaba información del exterior.[cita requerida]
Este concepto fue abandonado debido a las dificultades para mantener una coherencia narrativa con temas contemporáneos. 

### Lanzamiento, contrato con Spotify y masificación (2019-2020)
En 2019, Caroe, Leiva y Barros optaron por lanzar "Tomas va a morir", un podcast en el que comparten tiempo y experiencias mientras apoyan a Tomás tras su infarto. El primer episodio se publicó el 6 de junio de 2019
En enero de 2020 firmaron un contrato con Spotify, convirtiéndose en el primer podcast chileno en hacerlo.La primera temporada, que constaba de seis episodios, fue seguida por una segunda temporada de trece episodios. El acuerdo con Spotify permitió la producción de cuatro temporadas adicionales, incluyendo de formato de video desde la cuarta temporada, lo que estableció el podcast como el primer videocast chileno.
A raíz del éxito del podcast, los integrantes llevaron su experiencia al teatro, con los shows TVM: It's Fucking Rolling, TVM en Vivito y Ley de Murphy.
La relación con Spotify concluyó con la sexta temporada, tras un largo proceso de negociaciones y críticas sobre el contrato.

### Documental, Comic Con y Congreso Futuro (2022-2024)
A comienzos de 2022, el equipo se trasladó a Torres del Paine para filmar un documental de cuatro capítulos, estrenado el 16 de diciembre de 2022. Durante su estadía, los amigos recorrieron el famoso circuito conocido como "La W", el cual abarca aproximadamente 71 kilómetros y alcanza altitudes cercanas a los 1.200 metros sobre el nivel del mar.
Esta aventura puso a prueba a los protagonistas debido a las demandas físicas del recorrido. El documental captura la alegría y camaradería entre ellos, mientras enfrentan las diversas aventuras en su misión por completar el circuito.
En la Comic Con Chile 2022, el equipo de "Tomás Va a Morir" participó en diversas actividades, destacando una entrevista a Giancarlo Esposito.
El 6 de enero de 2024, el podcast fue presentado en el programa "Socios de la Parrilla" de Canal 13. Durante el programa, Edo Caroe, Tomás Leiva y Alejandro Barros compartieron anécdotas sobre su amistad, el documental en Torres del Paine, y sus proyectos individuales y colectivos. Este fue el primer programa de televisión que cuenta con la presencia de los tres miembros del pódcast.
Durante el Congreso Futuro 2024, Caroe, Leiva y Barros realizaron una presentación titulada "¿Ahora qué hacemos con Tomás?" en el Centro Cultural CEINA. En esta sesión, interactuaron con una inteligencia artificial en un formato de podcast simulado, explorando temas relacionados con el futuro de la inteligencia artificial. explorando los futuros alcances de las inteligencias artificiales, destacando sus posibles aplicaciones y el potencial de interacción con los seres humanos.

## Capítulos
| Temporada               | Episodio | Nombre Capítulo                                              | Duración   | Fecha de publicación |
| 1ª temporada            | 1        | Piloto                                                       | 2 h 5 min  | 06-jun-19            |
| 1ª temporada            | 2        | Fin del mundo                                                | 2 h 3 min  | 22-jun-19            |
| 1ª temporada            | 3        | Snack content                                                | 20 min     | 25-jun-19            |
| 1ª temporada            | 4        | Tiempos violentos                                            | 2 h 21 min | 19-jun-19            |
| 2ª temporada            | 1        | Sin GPS                                                      | 2 h 42 min | 17-ago-19            |
| 2ª temporada            | 2        | Activistas                                                   | 2 h 29 min | 27-ago-19            |
| 2ª temporada            | 3        | Snack Content III                                            | 1 h 43 min | 05-sept-19           |
| 2ª temporada            | 4        | Ignífugo                                                     | 2 h 55 min | 13-oct-19            |
| 2ª temporada            | 5        | Cacerolas - Parte 1                                          | 2 h 42 min | 29-oct-19            |
| 2ª temporada            | 6        | Cacerolas - Parte 2                                          | 1 h 52 min | 29-oct-19            |
| 2ª temporada            | 7        | Helicóptero                                                  | 2 h 36 min | 06-nov-19            |
| 2ª temporada            | 8        | Trigger Happy                                                | 3 h 9 min  | 13-nov-19            |
| 3ª temporada            | 1        | Morphine                                                     | 2 h 46 min | 28-ene-20            |
| 3ª temporada            | 2        | Para Cumplir                                                 | 2 h 30 min | 27-feb-20            |
| 3ª temporada            | 3        | Nóctulo                                                      | 2 h 47 min | 18-mar-20            |
| 3ª temporada            | 4        | Skype Content                                                | 1 h 47 min | 29-mar-20            |
| 3ª temporada            | 5        | Skype content 2                                              | 1 h 49 min | 11-abr-20            |
| 3ª temporada            | 6        | Belle époque                                                 | 2 h 17 min | 17-may-20            |
| 3ª temporada            | 7        | Gaspar Cabrales                                              | 2 h 9 min  | 24-may-20            |
| 3ª temporada            | 8        | Planisferio                                                  | 3 h 2 min  | 03-jun-20            |
| 3ª temporada            | 9        | Este capítulo se autodestruira                               | 2 h 1 min  | 20-jun-20            |
| 3ª temporada            | 10       | Master of melanina                                           | 2 h 1 min  | 27-jun-20            |
| 3ª temporada            | 11       | Mono en la espalda                                           | 2 h 7 min  | 05-jul-20            |
| 3ª temporada            | 12       | -15 Richter                                                  | 2 h 6 min  | 13-jul-20            |
| 3ª temporada            | 13       | Zoom Birthday PARTE 1:Sin retorno                            | 1 h 51 min | 20-jul-20            |
| 3ª temporada            | 14       | Zoom Birthday PARTE 2: Naufragando                           | 1 h 33 min | 24-jul-20            |
| 3ª temporada            | 15       | Zoom Birthday PARTE 3: ¡¡¡Ustedes están matando a mi hijo!!! | 1 h 57 min | 03-ago-20            |
| 3ª temporada            | 16       | Hazmat = huir                                                | 2 h 6 min  | 08-ago-20            |
| 3ª temporada            | 17       | Flight of the gueones                                        | 2 h 17 min | 18-ago-20            |
| 3ª temporada            | 18       | Completos Gibson™                                            | 1 h 59 min | 27-ago-20            |
| 3ª temporada            | 19       | Miyagi bikram                                                | 2 h 12 min | 10-sept-20           |
| 3ª temporada            | 20       | Era un gran capítulo pero Buffi no prendió el micrófono      | 1 h 55 min | 12-sept-20           |
| 3ª temporada            | 21       | No contactados                                               | 2 h 1 min  | 17-sept-20           |
| 3ª temporada            | 22       | Fosfina                                                      | 2 h 7 min  | 24-sept-20           |
| 3ª temporada            | 23       | Raulín Bobadilla Troncoso y su Trompetín                     | 2 h 18 min | 02-oct-20            |
| 3ª temporada            | 24       | Guerra de megáfonos                                          | 2 h 11 min | 15-oct-20            |
| 3ª temporada            | 25       | The Democracia's party                                       | 2 h 18 min | 22-oct-20            |
| 3ª temporada            | 26       | 3 horas imprescindibles                                      | 3 h        | 30-oct-20            |
| 3ª temporada            | 27       | Delivery                                                     | 2 h 27 min | 06-nov-20            |
| 3ª temporada            | 28       | Foro internacional                                           | 2 h 21 min | 11-nov-20            |
| 3ª temporada            | 29       | Capítulo corto con material poscréditos                      | 1 h 46 min | 24-nov-20            |
| 3ª temporada            | 30       | El elástico                                                  | 2 h 22 min | 02-dic-20            |
| 3ª temporada            | 31       | Togado                                                       | 2 h 33 min | 11-dic-20            |
| 3ª temporada            | 32       | Cold Lulo                                                    | 2 h 18 min | 21-dic-20            |
| 3ª temporada            | 33       | Lo mejor para el final                                       | 2 h 12 min | 30-dic-20            |
| 4ª temporada            | 1        | ¿Y ahora qué?                                                | 43 min     | 23-ene-21            |
| 4ª temporada            | 2        | Floridor Almejo                                              | 2 h 25 min | 27-ene-21            |
| 4ª temporada            | 3        | Arqueólogo y Bidet                                           | 2 h 21 min | 03-feb-21            |
| 4ª temporada            | 4        | Esta lejos de ser lo ideal                                   | 2 h 34 min | 10-feb-21            |
| 4ª temporada            | 5        | Delta del Nilo                                               | 2 h 31 min | 17-feb-21            |
| 4ª temporada            | 6        | Reel or Die                                                  | 2 h 14 min | 24-feb-21            |
| 4ª temporada            | 7        | TVM: ¿Fue o será?                                            | 2 h 20 min | 03-mar-21            |
| 4ª temporada            | 8        | Discurso estroboscópico                                      | 2 h 16 min | 13-mar-21            |
| 4ª temporada            | 9        | Spoiler Alert                                                | 2 h 35 min | 18-mar-21            |
| 4ª temporada            | 10       | Color Esperanza                                              | 1 h 50 min | 27-mar-21            |
| 4ª temporada            | 11       | Hard Fan                                                     | 1 h 51 min | 08-abr-21            |
| 4ª temporada            | 12       | Nitrogenosis                                                 | 1 h 54 min | 15-abr-21            |
| 4ª temporada            | 13       | Regreso a Estudios Nerverland                                | 2 h 2 min  | 22-abr-21            |
| 4ª temporada            | 14       | Regreso a Estudios Neverland: Apocalipsis                    | 2 h 58 min | 03-may-21            |
| 4ª temporada            | 15       | Regreso a Estudios Neverland: End game                       | 2 h 44 min | 10-may-21            |
| 4ª temporada            | 16       | Pinganillas                                                  | 2 h 49 min | 17-may-21            |
| 4ª temporada            | 17       | Interconsulta                                                | 2 h 36 min | 24-may-21            |
| 4ª temporada            | 18       | Mare of Easttown                                             | 1 h 44 min | 31-may-21            |
| 4ª temporada            | 19       | Esto se hará en el sentido del Humor                         | 2 h 7 min  | 07-jun-21            |
| 4ª temporada            | 20       | Aniversario LIVE                                             | 1 h 26 min | 14-jun-21            |
| 4ª temporada            | 21       | Calleuque el Loro                                            | 2 h 54 min | 21-jun-21            |
| 4ª temporada            | 22       | El Shofar                                                    | 2 h 53 min | 28-jun-21            |
| 4ª temporada            | 23       | La escoba                                                    | 2 h 18 min | 05-jul-21            |
| 4ª temporada            | 24       | Not eruditos                                                 | 2 h 5 min  | 12-jul-21            |
| 4ª temporada            | 25       | Primarias                                                    | 2 h 10 min | 19-jul-21            |
| 4ª temporada            | 26       | Para cumplir 2                                               | 2 h 12 min | 26-jul-21            |
| 4ª temporada            | 27       | Saltar la cancha                                             | 2 h 45 min | 04-ago-21            |
| 4ª temporada            | 28       | Mediocrity                                                   | 2 h 1 min  | 10-ago-21            |
| 4ª temporada            | 29       | Alcancía Gigante                                             | 1 h 38 min | 16-ago-21            |
| 4ª temporada            | 30       | Hermano la alabanza                                          | 2 h 27 min | 26-ago-21            |
| 4ª temporada            | 31       | Plataforma continental extendida                             | 1 h 51 min | 30-ago-21            |
| 4ª temporada            | 32       | El próximo será mejor                                        | 1 h 32 min | 08-sept-21           |
| 4ª temporada            | 33       | Quijote y el Molino Rojo                                     | 2 h 24 min | 16-sept-21           |
| 4ª temporada            | 34       | Nadie la puso nombre a este capítulo                         | 2 h 7 min  | 27-sept-21           |
| 4ª temporada            | 35       | Trilogía Final pt1                                           | 1 h 56 min | 05-oct-21            |
| 4ª temporada            | 36       | Trilogía Final pt2                                           | 1 h 53 min | 13-oct-21            |
| 4ª temporada            | 37       | Trilogia Final pt3                                           | 2 h 34 min | 20-oct-21            |
| 5ª temporada            | 1        | Tetsuo                                                       | 2 h 24 min | 13-dic-21            |
| 5ª temporada            | 2        | GO MADAFUCKA                                                 | 2 h 49 min | 17-dic-21            |
| 5ª temporada            | 3        | Don Gerardo                                                  | 2 h 37 min | 26-dic-21            |
| 5ª temporada            | 4        | Que esto no se repita                                        | 1 h 30 min | 02-ene-22            |
| 5ª temporada            | 5        | Pizza espacial                                               | 1 h 24 min | 10-ene-22            |
| 5ª temporada            | 6        | L'voyeur                                                     | 2 h 25 min | 16-ene-22            |
| 5ª temporada            | 7        | Obsolescencia programada                                     | 1 h 48 min | 24-ene-22            |
| 5ª temporada            | 8        | "ETE"                                                        | 1 h 56 min | 30-ene-22            |
| 5ª temporada            | 9        | Desde la W                                                   | 2 h 5 min  | 07-feb-22            |
| 5ª temporada            | 10       | Recomendaciones Fallidas                                     | 2 h 32 min | 13-feb-22            |
| 5ª temporada            | 11       | Ra Ra Rasputín                                               | 1 h 59 min | 21-feb-22            |
| 5ª temporada            | 12       | Tapado en Diario                                             | 2 h 6 min  | 27-feb-22            |
| 5ª temporada            | 13       | Casus Belli                                                  | 1 h 55 min | 06-mar-22            |
| 5ª temporada            | 14       | Podcasters de Método                                         | 2 h 11 min | 13-mar-22            |
| 5ª temporada            | 15       | Trailer: VIDEOPODCAST                                        | 34 s       | 17-mar-22            |
| 5ª temporada            | 16       | Ropa                                                         | 1 h 22 min | 21-mar-22            |
| 5ª temporada            | 17       | Primeros Días                                                | 1 h 51 min | 28-mar-22            |
| 5ª temporada            | 18       | ¿Puertas o Ruedas?                                           | 1 h 57 min | 04-abr-22            |
| 5ª temporada            | 19       | Pajaritos Linchadores                                        | 2 h 2 min  | 11-abr-22            |
| 5ª temporada            | 20       | Concierto Nº5                                                | 1 h 46 min | 18-abr-22            |
| 5ª temporada            | 21       | Neverland Creici                                             | 2 h        | 25-abr-22            |
| 5ª temporada            | 22       | Gatitos Explosivos                                           | 1 h 40 min | 02-may-22            |
| 5ª temporada            | 23       | El viaje: Parte 1                                            | 1 h 59 min | 09-may-22            |
| 5ª temporada            | 24       | El viaje: Parte 2                                            | 1 h 42 min | 17-may-22            |
| 5ª temporada            | 25       | El viaje: Parte 3                                            | 1 h 54 min | 23-may-22            |
| 5ª temporada            | 26       | Edo Cochrane                                                 | 1 h 39 min | 30-may-22            |
| 5ª temporada            | 27       | Mona Lisa                                                    | 1 h 34 min | 06-jun-22            |
| 5ª temporada            | 28       | Horario de verano                                            | 2 h 30 min | 18-jun-22            |
| 5ª temporada            | 29       | Primates Polímatas                                           | 1 h 37 min | 20-jun-22            |
| 5ª temporada            | 30       | El Perdón                                                    | 3 h 13 min | 27-jun-22            |
| 5ª temporada            | 31       | Julio                                                        | 2 h 8 min  | 04-jul-22            |
| 5ª temporada            | 32       | El mejor capítulo al sol de hoy                              | 3 h 4 min  | 11-jul-22            |
| 5ª temporada            | 33       | Sociedad Humorística                                         | 2 h 29 min | 18-jul-22            |
| 5ª temporada            | 34       | Cuellos verdes                                               | 1 h 57 min | 25-jul-22            |
| 5ª temporada            | 35       | El cuerpo                                                    | 1 h 57 min | 01-ago-22            |
| 5ª temporada            | 36       | Recta Provincia                                              | 1 h 57 min | 08-ago-22            |
| 5ª temporada            | 37       | La Pálida                                                    | 2 h 24 min | 15-ago-22            |
| 5ª temporada            | 38       | Vlog Traveler                                                | 1 h 51 min | 22-ago-22            |
| 5ª temporada            | 39       | Sofá con misil                                               | 2 h 5 min  | 31-ago-22            |
| 5ª temporada            | 40       | Adicciones                                                   | 1 h 58 min | 04-sept-22           |
| 5ª temporada            | 41       | Desde el Calle-Calle                                         | 1 h 48 min | 12-sept-22           |
| 5ª temporada            | 42       | La Resaca                                                    | 1 h 33 min | 19-sept-22           |
| 5ª temporada            | 43       | Consejo de profesores                                        | 2 h 14 min | 25-sept-22           |
| 5ª temporada            | 44       | Payaso Bombín                                                | 1 h 39 min | 02-oct-22            |
| 5ª temporada            | 45       | Narcisos                                                     | 2 h 40 min | 09-oct-22            |
| 5ª temporada            | 46       | Suspender La Razón                                           | 2 h 14 min | 16-oct-22            |
| 5ª temporada            | 47       | La ideología de la ideología                                 | 2 h 6 min  | 23-oct-22            |
| 5ª temporada            | 48       | Leer las heces                                               | 2 h 17 min | 31-oct-22            |
| 5ª temporada            | 49       | Muerto y enterrado                                           | 1 h 54 min | 06-nov-22            |
| 5ª temporada            | 50       | Papas duquesas                                               | 1 h 24 min | 14-nov-22            |
| 5ª temporada            | 51       | Terapia Final                                                | 2 h 33 min | 27-nov-22            |
| 6ª temporada            | 1        | Espatulear                                                   | 2 h 38 min | 09-ene-23            |
| 6ª temporada            | 2        | Elastiquear                                                  | 2 h 3 min  | 15-ene-23            |
| 6ª temporada            | 3        | Periscopéame                                                 | 2 h 27 min | 23-ene-23            |
| 6ª temporada            | 4        | Escafandrear                                                 | 2 h 36 min | 30-ene-23            |
| 6ª temporada            | 5        | Juliovernear                                                 | 2 h 3 min  | 06-feb-23            |
| 6ª temporada            | 6        | Relojear                                                     | 2 h 19 min | 13-feb-23            |
| 6ª temporada            | 7        | Poplitear                                                    | 2 h 34 min | 20-feb-23            |
| 6ª temporada            | 8        | Quasarear                                                    | 2 h 50 min | 27-feb-23            |
| 6ª temporada            | 9        | Wilsonear Feat. Pedro Ruminot                                | 2 h 41 min | 07-mar-23            |
| 6ª temporada            | 10       | Vicisitudear                                                 | 2 h 46 min | 13-mar-23            |
| 6ª temporada            | 11       | Gravicémbalo                                                 | 1 h 49 min | 20-mar-23            |
| 6ª temporada            | 12       | Toquen Pastear Feat. Dylantero                               | 2 h 42 min | 27-mar-23            |
| 6ª temporada            | 13       | Movistarear                                                  | 1 h 47 min | 03-abr-23            |
| 6ª temporada            | 14       | Ruedear                                                      | 1 h 56 min | 10-abr-23            |
| 6ª temporada            | 15       | Gojifarear                                                   | 2 h 7 min  | 17-abr-23            |
| 6ª temporada            | 16       | Higienizar                                                   | 1 h 52 min | 24-abr-23            |
| 6ª temporada            | 17       | Sincitiofoblastear                                           | 1 h 51 min | 01-may-23            |
| 6ª temporada            | 18       | Chupopatear Feat. Luis Slimming                              | 2 h 15 min | 08-may-23            |
| 6ª temporada            | 19       | Yokozunear                                                   | 2 h 6 min  | 15-may-23            |
| 6ª temporada            | 20       | Vladtepear                                                   | 1 h 41 min | 22-may-23            |
| 6ª temporada            | 21       | Tikitiquear Feat. Ignacio Socias                             | 2 h 8 min  | 29-may-23            |
| 6ª temporada            | 22       | Recuentear                                                   | 2 h 9 min  | 05-jun-23            |
| 6ª temporada            | 23       | Tayloriar Ft. Roberttson                                     | 2 h 16 min | 12-jun-23            |
| 6ª temporada            | 24       | Ignorantear                                                  | 2 h        | 19-jun-23            |
| 6ª temporada            | 25       | Asquerosear                                                  | 2 h 7 min  | 26-jun-23            |
| 6ª temporada            | 26       | Edoperdear                                                   | 1 h 49 min | 03-jul-23            |
| 6ª temporada            | 27       | Cruzmartinear                                                | 1 h 56 min | 10-jul-23            |
| 6ª temporada            | 28       | Doctorear                                                    | 2 h 20 min | 17-jul-23            |
| 6ª temporada            | 29       | Regresarear                                                  | 1 h 50 min | 14-ago-23            |
| 6ª temporada            | 30       | Tratamentear                                                 | 1 h 31 min | 21-ago-23            |
| 6ª temporada            | 31       | Memear                                                       | 1 h 34 min | 28-ago-23            |
| 6ª temporada            | 32       | Normiear                                                     | 1 h 49 min | 04-sept-23           |
| 6ª temporada            | 33       | Pautear                                                      | 1 h 53 min | 11-sept-23           |
| 6ª temporada            | 34       | Pantallear                                                   | 2 h 2 min  | 18-sept-23           |
| 6ª temporada            | 35       | Dresscodear                                                  | 2 h 10 min | 24-sept-23           |
| 6ª temporada            | 36       | Disciplinear                                                 | 2 h 12 min | 01-oct-23            |
| 6ª temporada            | 37       | Crisiscuarentear                                             | 1 h 51 min | 08-oct-23            |
| 6ª temporada            | 38       | Disculparear                                                 | 1 h 44 min | 16-oct-23            |
| 6ª temporada            | 39       | Revueltear                                                   | 2 h 1 min  | 23-oct-23            |
| 6ª temporada            | 40       | Valgoiear                                                    | 2 h 18 min | 30-oct-23            |
| 6ª temporada            | 41       | Onlyfansear                                                  | 1 h 41 min | 06-nov-23            |
| 6ª temporada            | 42       | Youtube Plaquear                                             | 2 h 7 min  | 12-nov-23            |
| 6ª temporada            | 43       | Claroscurear                                                 | 1 h 49 min | 20-nov-23            |
| 6ª temporada            | 44       | Bollywoodear                                                 | 2 h 26 min | 27-nov-23            |
| 6ª temporada            | 45       | Contrepollear ft Luis Andaur                                 | 2 h 6 min  | 04-dic-23            |
| 6ª temporada            | 46       | Wrappear                                                     | 2 h 8 min  | 11-dic-23            |
| 6ª temporada            | 47       | Plebiscitear                                                 | 1 h 42 min | 17-nov-23            |
| 6ª temporada            | 48       | Mochilear                                                    | 2 h 31 min | 08-ene-24            |
| 6ª temporada            | 49       | Auspiciarear                                                 | 1 h 56 min | 15-ene-24            |
| 6ª temporada            | 50       | Censurear                                                    | 2 h 17 min | 22-ene-24            |
| 6ª temporada            | 51       | Cafeconpiernear                                              | 2 h 17 min | 29-ene-24            |
| 6ª temporada            | 52       | Malayear                                                     | 1 h 49 min | 05-feb-24            |
| 7ª temporada            | 1        | Trilogía del recuerdo parte 1                                | 1 h 37 min | 12-feb-24            |
| 7ª temporada            | 2        | Trilogía del recuerdo parte 2                                | 1 h 46 min | 19-feb-24            |
| 7ª temporada            | 3        | Trilogía del recuerdo parte 3                                | 1 h 28 min | 26-feb-24            |
| 7ª temporada            | 4        | Monjas Pajilleras                                            | 1 h 47 min | 04-mar-24            |
| 7ª temporada            | 5        | El Poder del Poder                                           | 2 h 36 min | 11-mar-24            |
| 7ª temporada            | 6        | Cerro Abajo                                                  | 1 h 57 min | 18-mar-24            |
| 7ª temporada            | 7        | Hostias                                                      | 1 h 27 min | 25-mar-24            |
| 7ª temporada            | 8        | Que Flipas                                                   | 1 h 13 min | 01-abr-24            |
| 7ª temporada            | 9        | El Mejor Capítulo de Habla Hispana                           | 2 h 36 min | 08-abr-24            |
| 7ª temporada            | 10       | Batalla de Culloden                                          | 2 h 21 min | 15-abr-24            |
| 7ª temporada            | 11       | The Nun Fest                                                 | 2 h 28 min | 22-abr-24            |
| 7ª temporada            | 12       | Perrito en el Set                                            | 2 h 45 min | 29-abr-24            |
| 7ª temporada            | 13       | Si tan solo Pudiera Retroceder el Tiempo                     | 2 h 10 min | 06-may-24            |
| 7ª temporada            | 14       | Mini Biografías                                              | 2 h 28 min | 13-may-24            |
| 7ª temporada            | 15       | Cubo Rubik                                                   | 1 h 34 min | 20-may-24            |
| 7ª temporada            | 16       | Tomás va a Morir                                             | 2 h 34 min | 27-may-24            |
| 7ª temporada            | 17       | Somos Normies                                                | 1 h 54 min | 07-jun-24            |
| 7ª temporada            | 18       | Eutanasia en Catapulta                                       | 2 h 42 min | 10-jun-24            |
| 7ª temporada            | 19       | Chaquetas de Cuero Cuero                                     | 2 h 48 min | 17-jun-24            |
| 7ª temporada            | 20       | La existencia es una Crisis                                  | 2 h 10 min | 24-jun-24            |
| 7ª temporada            | 21       | Paja Mortuaria                                               | 2 h 39 min | 01-jul-24            |
| 7ª temporada            | 22       | Desde Torre Entel                                            | 2 h 7 min  | 08-jul-24            |
| 7ª temporada            | 23       | John Malkovich                                               | 1 h 40 min | 15-jul-24            |
| 7ª temporada            | 24       | Newerland                                                    | 2 h        | 22-jul-24            |
| 7ª temporada            | 25       | Clásicos del Ayer y Hoy                                      | 2 h 3 min  | 29-jul-24            |
| 7ª temporada            | 26       | Fan Favorites                                                | 1 h 21 min | 05-ago-24            |
| 7ª temporada            | 27       | Debate Cumpleañero                                           | 2 h 27 min | 12-ago-24            |
| 7ª temporada            | 28       | Grabación Eterna                                             | 2 h 25 min | 19-ago-24            |
| 7ª temporada            | 29       | Fetolodón                                                    | 2 h 49 min | 26-ago-24            |
| 7ª temporada            | 30       | (Pre) Post Movistar                                          | 1 h 47 min | 02-sept-24           |
| 7ª temporada            | 31       | Héroes de Acción                                             | 2 h 8 min  | 09-sept-24           |
| 7ª temporada            | 32       | La Youtube Era                                               | 1 h 31 min | 16-sept-24           |
| 7ª temporada            | 33       | Funeral Vikingo                                              | 2 h 3 min  | 23-sept-24           |
| 7ª temporada            | 34       | Canaletas Extremas                                           | 1 h 32 min | 30-sept-24           |
| 7ª temporada            | 35       | Cinturón Blanco                                              | 1 h 34 min | 07-oct-24            |
| 7ª temporada            | 36       | Pilates Reforma                                              | 1 h 58 min | 14-oct-24            |
| 7ª temporada            | 37       | Más Turbinas Carrasco                                        | 2 h 28 min | 21-oct-24            |
| 7ª temporada            | 38       | Búsqueda Espiritual                                          | 2 h 3 min  | 28-oct-24            |
| 7ª temporada            | 39       | Fábrica de Challas                                           | 2 h 43 min | 04-nov-24            |
| 7ª temporada            | 40       | La fantasía Puede Más                                        | 1 h 53 min | 11-nov-24            |
| 7ª temporada            | 41       | Lío de Faldas                                                | 2 h 31 min | 18-nov-24            |
| 7ª temporada            | 42       | Capítulo Cul#*! Rancio                                       | 2 h 58 min | 25-nov-24            |
| 7ª temporada            | 43       | Doce Minutos                                                 | 2 h 1 min  | 02-dic-24            |
| 7ª temporada            | 44       | Bloques cortos                                               | 2 h 1 min  | 09-dic-24            |
| 7ª temporada            | 45       | Gitana Nodriza                                               | 2 h 6 min  | 16-dic-24            |
| 7ª temporada            | 46       | Vamo'a Tirar Pinta                                           | 1 h 48 min | 23-dic-24            |
| 7ª temporada            | 47       | Viejo Timorato                                               | 1 h 30 min | 30-dic-24            |
| 8ª temporada (En curso) | 1        | Agarrón de Cordero                                           | 1 h 52 min | 31-mar-25            |
| 8ª temporada (En curso) | 2        | Déficit de Bótox                                             | 2 h 15 min | 07-abr-25            |
| 8ª temporada (En curso) | 3        | Buffy Presidente                                             | 2 h 19 min | 14-abr-25            |
| 8ª temporada (En curso) | 4        | Dios hace mal casting                                        | 2 h 23 min | 21-abr-25            |
| 8ª temporada (En curso) | 5        | Como un Ajiaco                                               | 1 h 50 min | 28-abr-25            |
| 8ª temporada (En curso) | 6        | Hora y media, simple                                         | 1 h 37 min | 05-may-25            |
| 8ª temporada (En curso) | 7        | Un Continuará…                                               | 2 h 35 min | 12-may-25            |
| 8ª temporada (En curso) | 8        | No crean en todo lo que decimos                              | 2 h 19 min | 19-may-25            |
| 8ª temporada (En curso) | 9        | El Sueño es la vagancia                                      | 1 h 23 min | 26-may-25            |
| 8ª temporada (En curso) | 10       | Edo Habló Caleta                                             | 3 h 35 min | 02-jun-25            |
| 8ª temporada (En curso) | 11       | Anónimo, como corresponde                                    | 2 h 17 min | 09-jun-25            |
| 8ª temporada (En curso) | 12       | Buffy habló caleta                                           | 2 h        | 16-jun-25            |
| 8ª temporada (En curso) | 13       | Eduardo, el amigo                                            | 3 h 25 min | 23-jun-25            |
| 8ª temporada (En curso) | 14       | Unga Unga                                                    | 2 h 14 min | 30-jun-25            |
| 8ª temporada (En curso) | 15       | Edo Tarroe                                                   | 2 h 12 min | 07-jul-25            |
| 8ª temporada (En curso) | 16       | Tomás no sabe hablar                                         | 1 h 54 min | 14-jul-25            |
| 8ª temporada (En curso) | 17       | Caminito de la babosa                                        | 1 h 33 min | 21-jul-25            |
| 8ª temporada (En curso) | 18       | Sentar Cabeza                                                | 1 h 37 min | 27-jul-25            |
| 8ª temporada (En curso) | 19       | ¿Puedo mirar?                                                | 1 h 54 min | 4-ago-25             |
| 8ª temporada (En curso) | 20       | Paréntesis                                                   | 2h 9 min   | 11-ago-25            |
| 8ª temporada (En curso) | 21       | Protagonistas de la risa                                     | 1h 56 min  | 18-ago-25            |